# Йерман, Джек
Джек Йерман (англ. John Lloyd «Jack» Yerman; род. 5 февраля 1939, Оровилл, Калифорния) — американский легкоатлет (бег на короткие дистанции), чемпион летних Олимпийских игр 1960 года в Риме, рекордсмен мира.

## Биография
На Панамериканских играх 1959 года в Чикаго Йерман был шестым в беге на 400 метров, а в составе команды США выиграл серебряную медаль в эстафете 4×400 метров.
В 1960 году в Стэнфорде он выиграл олимпийские отборочные соревнования США в беге на 400 метров со временем 46,3 секунды, но на самой Олимпиаде он дошёл только до полуфинала, где показал результат 48,9 секунды. В эстафете 4×400 метров команда США (Джек Йерман, Эрл Янг, Гленн Дэвис, Отис Дэвис), в которой Йерман бежал на первом этапе, стала олимпийской чемпионкой (3:02,2 с — мировой рекорд), опередив объединённую команду Германии и Федерацию Вест-Индии.
Йерман также играл на позиции защитника за Калифорнийский университет в Беркли в матче «Роуз Боул». Ранее он представлял на соревнованиях среднюю школу Вудленда в Вудленде (штат Калифорния), заняв третье место на соревнованиях CIF California State Meet в 1956 году.
Ерман живёт в городе Парадайз (Калифорния). Он учитель средней школы на пенсии и отец четверых детей. После своего участия в Олимпийских играх Йерман присоединился к Церкви Иисуса Христа Святых последних дней.